# Cerastipsocus venosus
Cerastipsocus venosus är en insektsart som först beskrevs av Hermann Burmeister 1839.  Cerastipsocus venosus ingår i släktet Cerastipsocus och familjen storstövsländor. Inga underarter finns listade i Catalogue of Life.